# فايق عزب
فايق عزب (21 سبتمبر 1943 - 19 نوفمبر 2020) ممثل مصري، كان قد شارك في أكثر من 260 عمل تلفزيوني.

## عن حياته
اسمه الكامل محمد فايق عزب، ولد بمدينة الإسماعيلية في 21 سبتمبر 1943، عمل رئيسًا لفرقة التمثيل أثناء دراسته بمدرسة ابن حزم الأولية، انتقل إلى القاهرة ليستكمل رحلته الدراسية حيث التحق بكلية الآداب جامعة القاهرة عام 1960، ونال كأس أحسن ممثل بالجامعة، وبهذا فقد حقق احترافه الفني في مرحلة مبكرة، عمل بالكثير من المسلسلات والأفلام والمسرحيات، واشتهر بأدائه للأدوار الثانوية والمساعدة.

## أعماله
شارك فايق العزب في أكثر من 260 عمل، ومنها: مسلسل الأنصار، مسلسل سلسال الدم، فيلم غبي منه فيه، مسلسل سوق العصر، مسلسل أوراق من المجهول، مسلسل الست عيش وغيرها.

## وفاته
توفي في يوم 19 نوفمبر 2020 عن عمرٍ ناهز 77 عامًا وذلك نتيجةً لإصابته بفيروس كورونا، ودفن في مدينة الإسماعيلية. تذكر بعض المصادر أنه أُصيب في آخر أيامه بعدوى المكورات العنقودية الذهبية المقاومة للميثيسيلين (مرسا). يُذكر أيضًا أنه كان قد أجرى جراحة بالنخاع الشوكي في شهر أكتوبر (تشرين الأول) 2020، وذلك بعد سقوطه على رقبته.

## وصلات خارجية
- فايق عزب على موقع IMDb (الإنجليزية)
- فايق عزب على موقع الدهليز
- فايق عزب على موقع قاعدة بيانات الأفلام العربية
- فايق عزب على موقع قاعدة بيانات الفيلم (الإنجليزية)